# On the Razzle
On the Razzle è un'opera teatrale del drammaturgo britannico Tom Stoppard, esordita a Londra nel 1981. La pièce è tratta dalla commedia di Johann Nestroy Einen Jux will er sich machen (1842), già riadattata due volte da Thornton Wilder in The Merchant of Yonkers (1938) e The Matchmaker (1955). Il titolo della commedia è un'espressione idiomatica inglese usata prevalentemente dai media per descrivere una celebrità che viene scoperta ubriaca. On the Razzle è una commedia farsesca che impiega un grande uso di paronimie, doppi sensi e uno stile slapstick.

## Trama
Herr Zangler, arguto proprietario di una drogheria in una cittadina austriaca, ha in mente di sposare Mme. Knorr, la proprietaria di un negozio d'abbigliamento femminile a Vienna. Per prepararsi alla sua nuova vita nella capitale, Zngler ordina un nuovo guardaroba e assume Melchior come assistente personale. Inoltre manda sua nipote Marie dalla cognata, Miss Blumenblatt, a Vienna, per evitare che lo squattrinato Sonders continui a corteggiarla. Mentre parte per Vienna, Zangler affida i suoi affari al garrulo impiegato Weinberl e al suo ingenuo apprendista Christopher. A dispetto degli ordini del padrone, i due partono di nascosto per Vienna, con l'idea di darsi alla pazza gioia nella capitale.
Appena arrivati in città, Christopher e Weinberl vedono Zangler e, per non farsi notare, si travestono da manichini nella vetrina del negozio di Mm.e Knorr. Dopo una serie di disguidi, i due finiscono in un raffinato ristorante con Mme. Knorr e la sua cliente Frau Fischer (che finge di essere la moglie di Winberl), senza sapere che in realtà è lo stesso ristorante in cui Zangler vorrebbe portare Knorr per farla la proposta. Quando Herr Zangler entra nel ristorante, Chirstopher e Winberl chiedono l'aiuto di un autista e di esuberanti cameriere, oltre a nascondersi dietro un paravento cinese. Tutto sembra essersi risolto per il meglio, quando nel ristorante entrano Marie con Sonders, seguiti a ruota da Miss Blumenblatt. Ma la donna è debole di vista e scambia Christopher e Weinberl (ancora vestito da donna con gli abiti del manichino del negozio) per Sonders e Marie.
Alla fine, tutto si risolve. Christopher e Weinberl tornano nella cittadina e al negozio in tempo per far sì che Zangler non scopra della loro assenza. Sonders eredita improvvisamente una grossa somma che gli permette di smosare Maria, Weinberl e Frau Fischer si innamorano (mantengono da tempo una relazione epistolare romantica senza conoscere l'uno l'identità dell'altra), Christopher ottiene una promozione e Zangler e Mme Knorr si fidanzano ufficialmente.

## Storia degli allestimenti
On the Razzle debuttò al Royal National Theatre di Londra nel settembre 1981, per la regia di Peter Wood ed un cast che comprendeva: Dinsdale Landen (Herr Zangler), Michael Kitchen (Melchior), Ciaran Madden (Mme. Knorr), Meg Wynne Owen (Frau Fischer), Felicity Kendal (Christopher) ed Alfred Lynch (Weinberl). La pièce fu candidata al Laurence Olivier Award alla migliore commedia e Wood vinse l'Olivier Award al miglior regista. La prima statunitense avvenne nel settembre successivo all'Arena Stage di Washington per la regia di Douglas C. Wager e Yeardley Smith nel cast. Nel 1999 la commedia ha fatto il suo debutto newyorchese in scena al Bouwerie Lane Theatre dell'Off Broadway.